# 宮の浜駅
宮の浜駅（みやのはまえき）は、かつて北海道（渡島支庁（現・渡島総合振興局））茅部郡鹿部村（現・鹿部町）宮浜にあった大沼電鉄の駅（廃駅）である。

## 歴史
1929年（昭和4年）に大沼電鉄の大沼（後・大沼公園） - 当駅間の開業により新本別駅（しんほんべつえき）として開業したが、国鉄函館本線新線（通称：砂原線）開通に伴う不要不急線指定により大沼電鉄が全線廃止となり、1945年（昭和20年）に廃止となった。
1948年（昭和23年）に大沼電鉄の新銚子口 - 鹿部温泉（後・鹿部）間の再開業により、駅名を宮の浜駅へ改称して再度開業したが、大沼電鉄全線廃止により1952年（昭和27年）に再度廃止となった。

### 年表
- 1929年（昭和4年）
  - 1月5日 - 大沼（後・大沼公園） - 当駅間開業に伴い新本別駅として開業[3]。終着駅であった。
  - 1月31日 - 当駅 - 鹿部間延伸開業に伴い中間駅となる[3]。
- 1945年（昭和20年）6月1日 - 不要不急線指定による大沼電鉄廃止に伴い廃止。
- 1948年（昭和23年）1月16日 - 新銚子口 - 鹿部温泉（後・鹿部）間開業に伴い宮の浜駅として再開業[3]。
- 1952年（昭和27年）12月25日 - 大沼電鉄廃止に伴い再度廃止[3]。

## 駅周辺
折戸川のすぐ南側に位置しており、西側には少し離れて鹿部飛行場がある。
- 鹿部町役場宮浜児童館
- 国道278号
- 北海道道43号大沼公園鹿部線
- 鹿部町立鹿部中学校
- 鹿部町役場
- 内浦湾
- 駒ヶ岳

## 廃止後の現状
当駅跡および路盤跡は住宅地となっている。

## 隣の駅
大沼電鉄
大沼電鉄線（戦前）
新小川駅 - 新本別駅 - 鹿部駅
大沼電鉄線（戦後）
駒見駅 - 宮の浜駅 - 鹿部駅